# Rémy Belleau

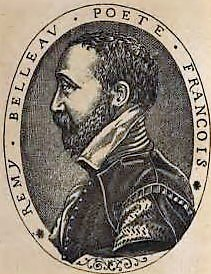
Imagem do poeta francês Rémy Belleau, no fronstispício do livro Oeuvres Completes (1867)

Rémy (ou Rémi) Belleau (1528 — 6 de março de 1577) foi um poeta do Renascimento francês. Ele é mais conhecido por seus poemas paradoxais de louvor pelas coisas simples e de seus poemas sobre pedras preciosas.

## Vida
Belleau nasceu em Nogent-le-Rotrou. Como um nobre (sob a tutela da família Lorraine), foi educado por Marc Antoine Muret e George Buchanan. Como um estudante, ele fez amizade com os jovens poetas Jean de La Péruse, Étienne Jodelle, Jean de La Taille e Pierre de Ronsard, este último incorporou Rémy em "La Pléiade", um grupo de jovens poetas revolucionários. Os primeiros poemas publicados de Belleau foram odes, les Petites Inventions (1556) inspirados na antiga coleção lírica grega atribuída a Anacreonte e com poemas de louvor para coisas como borboletas, ostras, cerejas, corais, sombras, tartarugas. Na década de 1560, Belleau tentou inovar em uma forma de verso e prosa mistos inspirado na pastoral italiana Arcadia de Jacopo Sannazaro (tradução francesa, 1544): isto se tornou La Bergerie (1565-1572), em que a narração (em prosa) é intercalada com poemas sobre amor e o campo. Sua última obra, les Amours et nouveaux Eschanges des Pierres precieuses (1576), é uma descrição poética de pedras preciosas e suas propriedades inspiradas por catálogos lapidares medievais e renascentistas. Belleau morreu em Paris em 6 de março de 1577, e foi sepultado na Grands Augustins.
Rémy Belleau foi muito admirado por poetas do século XX, tais como Francis Ponge.